# Lycosa granatensis
Lycosa granatensis este o specie de păianjeni din genul Lycosa, familia Lycosidae, descrisă de Franganillo în anul 1925.
Este endemică în Spania. Conform Catalogue of Life specia Lycosa granatensis nu are subspecii cunoscute.